# 1657 Roemera
Az 1657 Roemera (ideiglenes jelöléssel 1961 EA) a Naprendszer kisbolygóövében található aszteroida. Paul Wild fedezte fel 1961. március 6-án.